# Richmond, New Hampshire
Richmond är en kommun (town) i Cheshire County i delstaten New Hampshire, USA med cirka 1 163 invånare.